# I vespri siciliani (Hayez)
I vespri siciliani è un dipinto a olio su tela (225×300 cm) del pittore italiano Francesco Hayez, realizzato nel 1846 e conservato alla Galleria nazionale d'arte moderna e contemporanea di Roma.

## Storia

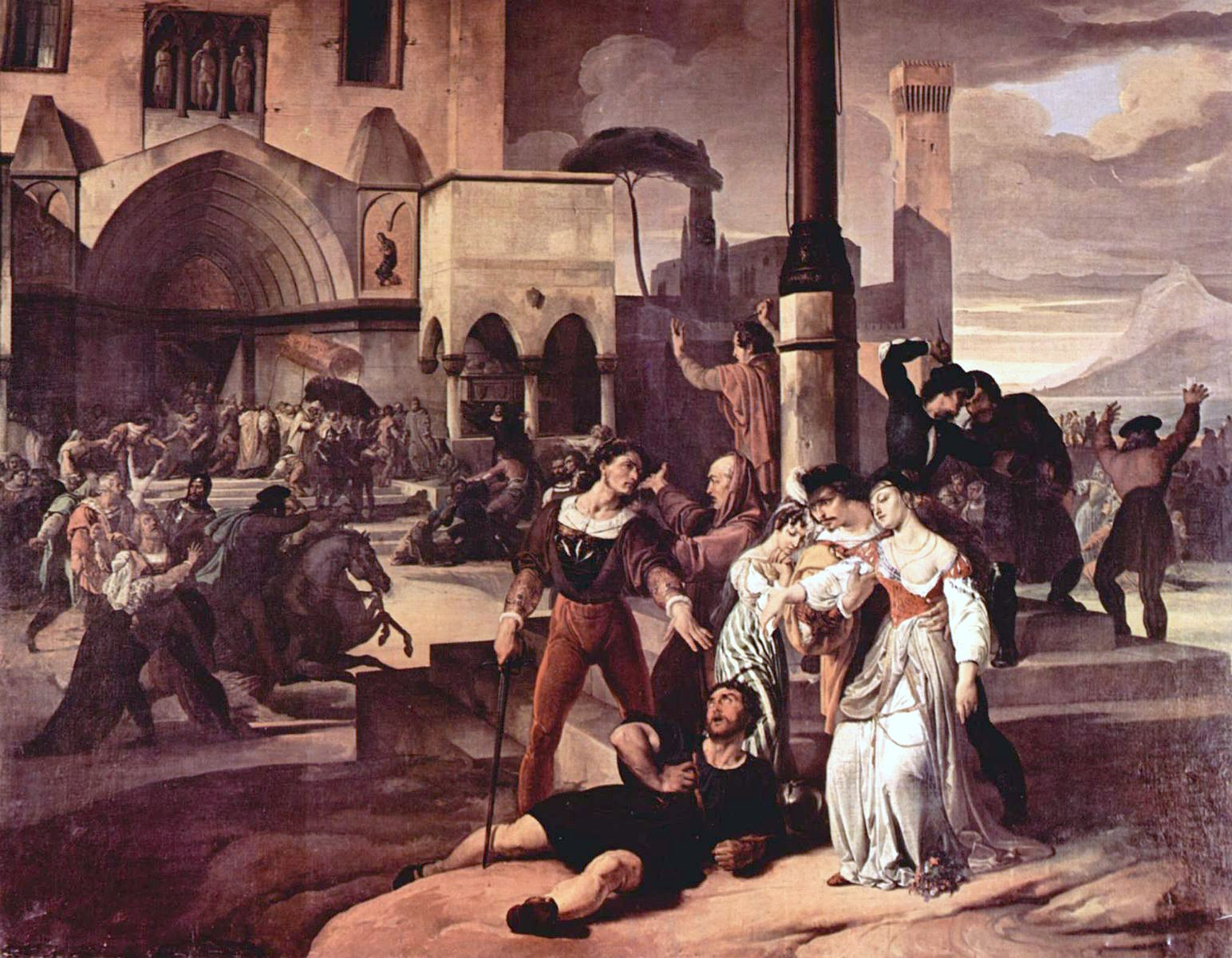
I vespri siciliani, quadro del 1821.

Hayez si confrontò con il tema patriottico dei vespri siciliani in numerosi quadri, fra i quali quello del 1846 rappresenta certamente la redazione più nota. La prima redazione dell'opera, che misura 150×200 cm, fu commissionata dalla marchesa Visconti d'Aragona e fu dipinta da Hayez a Milano, nello studio di Brera. Attualmente fa parte di una collezione privata.
Il secondo olio sul medesimo tema, che misura 91×114 cm e anch'esso facente parte di una collezione privata, fu dipinto su commissione del conte Arese, da poco tempo uscito dal carcere.
Infine, il terzo quadro (quello oggetto della presente voce) che misura 225×300 cm, fu commissionato ad Hayez dal principe collezionista Vincenzo Ruffo, principe di Sant'Antimo. In quell'occasione il pittore venne ospitato nella dimora napoletana della famiglia Ruffo e realizzò anche altre opere per questo committente, come il ritratto di Sarah Louise Strachan Ruffo, con protagonista la moglie del principe.

## Descrizione
L'opera di Hayez rappresenta il momento iniziale dei vespri siciliani, la rivolta popolare che scoppiò in Sicilia nel 1282 contro la dominazione degli Angioini francesi, nata da un'offesa che, in concomitanza con la funzione serale dei vespri del 30 marzo 1282, lunedì di Pasqua, sul sagrato della chiesa del Santo Spirito, a Palermo, un soldato francese di nome Drouet arrecò ad una nobildonna che stava uscendo di chiesa al termine del suo matrimonio. A seguito poi della ventennale guerra che ne derivò, il dominio sull'isola passò agli spagnoli della casa aragonese.
Il quadro di Hayez, dipinto a olio su tela, raffigura il momento in cui Drouet - riconoscibile dal giglio francese ricamato sul petto - è ucciso, trafitto dalla sua stessa spada, sottrattagli dal fratello della nobildonna. L'opera ha una connotazione molto descrittiva, ma, secondo alcuni, povera di profondità emotiva. Tutte le figure sono rappresentate come se fossero in una quinta teatrale, con pose statiche e levigate. Ciò nonostante, la rappresentazione - pur nella sua impaginazione calcolata, memore  di Jacques-Louis David - riesce a dare anzi la sensazione della concitazione del momento, grazie all'utilizzo delle linee diagonali e dei movimenti delle pieghe degli abiti. Il dipinto, connotato geograficamente dall'emergenza del Monte Pellegrino sullo sfondo, denota comunque tratti precisi, frutto dell'utilizzo del chiaroscuro, in modo da conferire profondità alla scena e un'immagine nel complesso molto chiara.
Gli unici aspetti dell'opera che la fanno inquadrare all'interno dell'orizzonte romantico sono il soggetto, una storia di epoca medievale (XIII secolo), e il significato, che Hayez fa trasparire. Hayez dipinse, infatti, questa opera in pieno Risorgimento: il quadro, pertanto, si trovava ad assumere il significato simbolico della rivolta contro lo straniero (fosse esso francese, austriaco o spagnolo) finalizzata all'unificazione dell'Italia. Di seguito, in tal senso, si riporta una citazione di Piero Adorno che approfondisce un parallelismo tra il quadro di Hayez e le opere musicate da Giuseppe Verdi:
(Piero Adorno)